# Zastava Otoka Wake
Zastava Otoka Wake je neslužbena zastava koja je vodoravno podijeljena na bijelo i crveno polje. Na lijevoj strani se nalazi plavi peterokut u kojem su tri zlatne zvjezdice i zlatni krug s prikazom obrisa otaka i njegovog imena na engleskom jeziku.